# Mary Scott, 3.ª Condessa de Buccleuch
Mary Scott, 3.ª Condessa de Buccleuch (Palácio de Dalkeith, 31 de agosto de 1647 – Wemyss, 12 de março de 1661) foi uma nobre escocesa. Ela sucedeu ao título suo jure de condessa de Buccleuch após a morte do pai. Foi casada com Walter Scott, 1.º Conde de Tarras, mas morreu jovem, e foi sucedida pela irmã, Anne Scott, 1.ª Duquesa de Buccleuch.

## Família
Anne foi a filha primogênita do conde Francis Scott, 2.° Conde de Buccleuch e de Margaret Leslie, de quem foi o segundo marido. 
Os seus avós paternos eram Walter Scott, 1.° Conde de Buccleuch e Mary Hay. Os seus avós maternos eram John Leslie, 6.° Conde de Rothes e Anne Erskine.
Ela teve dois irmãos mais novos: Anne Scott, 1.ª Duquesa de Buccleuch, cujo primeiro marido foi Jaime Scott, 1.º Duque de Monmouth, filho ilegítimo do rei Carlos II de Inglaterra, e Walter, Senhor Scott, que morreu jovem.
Também teve dois meio-irmãos do primeiro casamento de sua mãe com Alexander Leslie, Senhor Balgonie, que eram: Catharine, esposa de George Melville, 1.° Conde de Melville, e Alexander Leslie, 2.° Conde de Leven, marido de Margaret Howard. 
Do terceiro casamento de Margaret Leslie, Anne foi meia-irmã de Margaret Wemyss, Condessa de Wemyss, esposa de Sir James Wemyss, Senhor Burntisland.

## Biografia
Mary cresceu no Palácio de Dalkeith, que outrora pertencera ao clã Douglas, até sua compra pelo 2.º conde de Buccleuch. Francis faleceu em 22 de novembro de 1651, e o palácio, o parque e o jardim foram tomados pelos comissários ingleses nomeados pela Commonwealth que administravam assuntos escoceses.
Em 25 de novembro de 1651, Mary tornou-se a nova condessa de Buccleuch, com apenas 4 anos de idade. Além disso, ela também herdou o título de 4.ª Senhora Scott de Buccleuch e de 3.ª Senhora Scott Quhitchester e Eskdaill. Em 6 de outubro de 1653, foi declarada herdeira do pai.
No dia 9 de fevereiro de 1659, quando tinha apenas 11, Mary casou-se com o primo, Walter Scott de Highchester, de 14, filho de Sir Gideon Scott de Highchester e de Margaret Hamilton. Apesar da pouca idade dos jovens, o casamento foi autorizado por Ato da Assembleia Geral.
Em 4 de setembro de 1660, Walter foi criado conde de Tarras. O casal não teve filhos. 
A condessa faleceu em 12 de março de 1661, com apenas 13 anos de idade, e foi enterrada em Dalkeith.